# 古斯-汉欣位移

展示这种现象的光路图

古斯－汉欣位移，亦译作古斯－哈恩斯位移，是一种光现象，表现为线性偏振光在全反射的过程中经历一小段位移，约为光波长的一半。这段位移垂直于波的传播方向。该现象由和首先发现。
这个位移现象已经能够得到很好的解释。是因为两个介质之间不能简单的当成一个界面，而是有一个过渡层，其间物理量是渐变的。光的全反射主要发生在物理界面的过渡层中，而不是在物理界面上，在物理界面上看就会出现一个位移或相位不连续性。如果全反射主要发生在界面之下，则古斯-汉欣位移为正值，如果主要发生在界面之上，则为负值。隐失波的产生也是同样的道理，反映的是物理量在过渡层中的变化。（至于如何模拟或计算过渡层目前还未见报道，古斯－汉欣位移也还没有一个公认的计算公式。）